# Julia Jalnasow

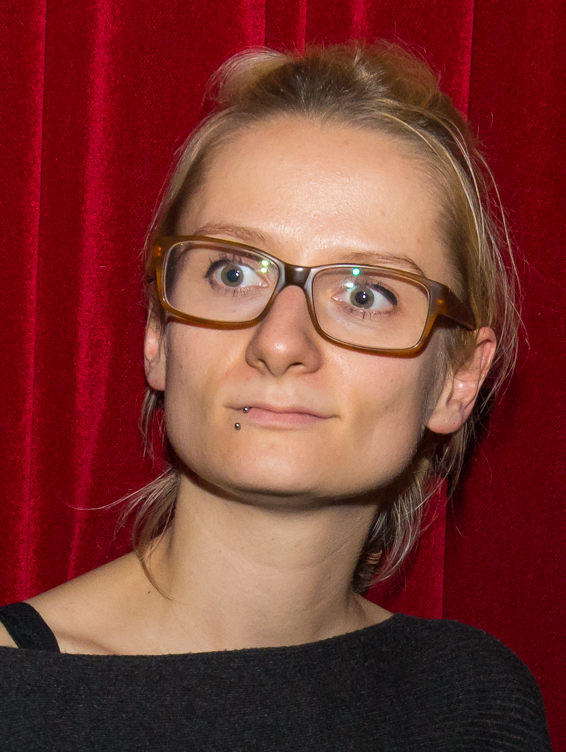
Julia Jalnasow bei der 39. Duisburger Filmwoche, 2015

Julia Jalnasow (* 17. November 1987 in Lutherstadt Wittenberg als Julia Hönemann) ist eine deutsche Kamerafrau.

## Leben

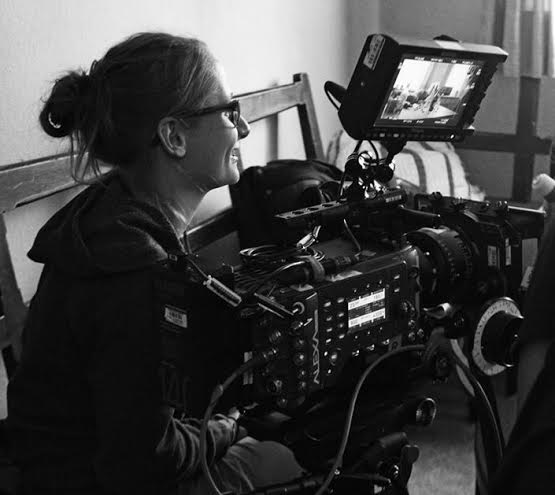
Julia Jalnasow bei ihrer Arbeit als Kamerafrau

Nach einem Praktikum in München hat Jalnasow von September 2008 bis April 2014 an der Filmakademie Baden-Württemberg im Bereich Bildgestaltung/Kamera studiert. Während des Studiums war sie ein Jahr auf Weltreise, wobei Fotos für die Ausstellung „COMPARE“ entstanden. Diese Ausstellung fand im März 2012 in der „ZMF – Zur Moebelfabrik“ in Berlin statt.
Die Filme, an denen sie als Kamerafrau beteiligt war, liefen weltweit auf Filmfestivals (z. B. Internationale Filmfestspiele Berlin,Deutschland; DOK Leipzig, Deutschland; International Film Festival Tbilisi, Georgien; Rencontres Henri Langlois Festival de Cinema, Frankreich; American Documentary Filmfestival Palm Springs, USA).

## Filmografie
- 2008: Game Day
- 2010: SABA-Rost
- 2010: Polaroid – The Impossible Project
- 2010: Schattentänzer
- 2011: Finistère (Kurz-Dokumentarfilm)
- 2011: hitec – Fremde unter uns (Kurz-Dokumentarfilm)
- 2011: Terrassentage (Dokumentarfilm)
- 2013: Kafka Tamura – Somewhere Else
- 2013: Porn Punk Poetry (Kurz-Spielfilm)
- 2014: Aufrollen – Defeat Your Demons (Kurz-Dokumentarfilm)
- 2015: Eismädchen (Dokumentarfilm)
- 2015: The Long Distance (Dokumentarfilm)
- 2015: Girls Don't Fly (zusammen mit Petra Lisson; Dokumentarfilm)
- 2016: Familie Braun (8 Episoden)
- 2017: Gloria (Dokumentarfilm)
- 2019: Uferfrauen – Lesbisches L(i)eben in der DDR (Dokumentarfilm)
- 2020: Perro (Dokumentarfilm)
- 2020: Die Donau ist tief. Ein Krimi aus Passau (Fernsehreihe)
- 2023: Tatort: Schutzmaßnahmen

## Auszeichnungen
- Michael-Ballhaus-Preis für Kameraabsolventen beim First Steps Award 2014[1]
- Preis für die Beste deutsche Nachwuchsbildgestalterin 2016 beim IFFF Dortmund/Köln[2]
- International Emmy Award 2017 für die Dramady Serie Familie Braun[3]

## Belege
1. ↑  Auszeichnung für Julia Hönemann (Memento des Originals vom 7. April 2016 im Internet Archive)  Info: Der Archivlink wurde automatisch eingesetzt und noch nicht geprüft. Bitte prüfe Original- und Archivlink gemäß Anleitung und entferne dann diesen Hinweis., firststeps.de Pressemitteilung vom 1. April 2016, abgerufen am 7. April 2016.
2. ↑  Die Preisträgerinnen im 9. Wettbewerb für Nachwuchs-Bildgestalterinnen, frauenfilmfestival.eu vom 22. Apr. 2016, abgerufen am 14. Aug. 2018
3. ↑  Awards - Nominees - International Academy of Television Arts & Sciences. Archiviert vom Original (nicht mehr online verfügbar) am 26. November 2017; abgerufen am 21. November 2017.

| Personendaten    | Personendaten                 |
| ---------------- | ----------------------------- |
| NAME             | Jalnasow, Julia               |
| ALTERNATIVNAMEN  | Hönemann, Julia (Geburtsname) |
| KURZBESCHREIBUNG | deutsche Kamerafrau           |
| GEBURTSDATUM     | 17. November 1987             |
| GEBURTSORT       | Lutherstadt Wittenberg        |